# 西山古墳
西山古墳（にしやまこふん）は、奈良県天理市杣之内（そまのうち）町の天理高等学校の敷地内にある古墳で、1927年（昭和2年）国の史跡に指定されている。別称はナガリヤマ（勾山[まがりやま]）。

## 概要
築造時期は古墳時代前期（4世紀）と見られており、同古墳が属する杣之内古墳群の中でも最も古い時期に造られた古墳である。
後方部中心には竪穴式石室があるが、すでに盗掘を受けているとみられている。
第2次世界大戦中には旧日本軍により対空砲の陣地がおかれ、このさいに竪穴式石室の石材（柏原市芝山産）が掘り出されたとされる。

## 規模・形状

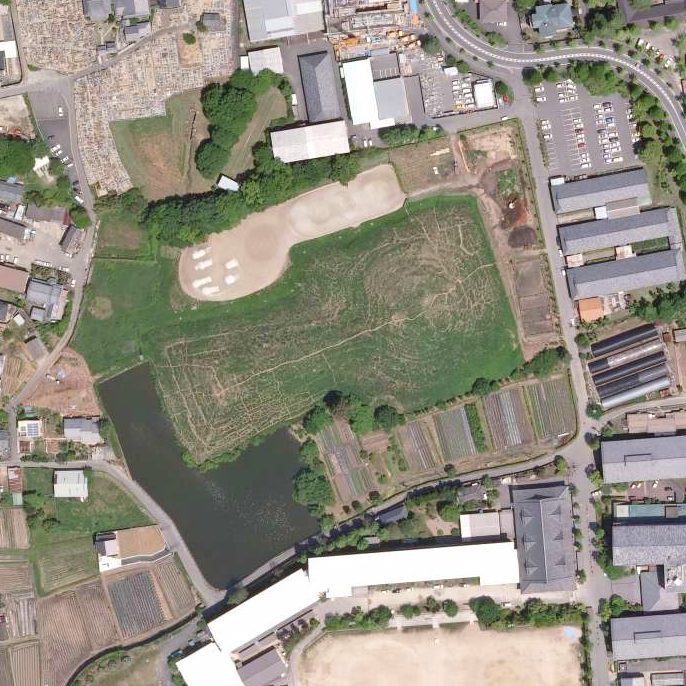
西山古墳の空中写真。
ステレオ写真はこちら

墳丘は前方部を西に向けた3段構築の前方後方墳で、全長約190メートル、後円部の幅94メートル 高さ16メートル、前方部の幅72メートル。
下段が前方後方形で、中段から上は前方後円形となる特殊な墳形をもつ。下段の後方部は一辺90メートルの正方形で、これに同じ長さの前方部が付いている。中段は前方後円型をしていて、後円丘径72メートル、前方丘全長90メートル。墳頂部は径30メートルが平坦で、前方部方向に7メートル下がって細長い前方部が続き、前方部先端はくびれ部より2メートル高く主軸に直交する横長形となっている。後方部高さは南側で15メートルで、前方部の高さも南側で10メートル。
後方部頂上が盗掘されている。その時の記録から竪穴式石室であったと推定されている。
緩やかな傾斜地に立地し、三本の尾根の中央部を墳丘に、北と南の尾根を外堤として、自然地形を有効に利用しているため濠幅は一定しないが、全長200メートル以上の双方中方墳とも考えられる。濠は現在埋め立てられているが、階段状の方形の濠が巡らされていたと考えられる。現状では前方後方形の墳丘と見られるが、地形改変が進んでいることなどを考慮して、双方中方墳の可能性もある。
これは日本にある前方後方墳の中でもっとも規模の大きいものである。墳丘は1段目のみが前方後方墳の形で、その上に前方後円墳が乗るというきわめて特異な形をしており、当初からこの形であったことは間違いないとみられている。

## 副葬品・出土品
後方部からは、銅鏡片、碧玉製鏃、管玉、鉄剣・鉄刀片が出土している。前方部南側濠内から碧玉製車輪石1が検出されている。傾斜斜面には葺き石が、埴輪片がみられ、円筒埴輪、鰭付（ひれつき）円筒埴輪、家形埴輪が見つかっている。

## 現状
墳丘の保存状態は良く、樹木が生えていないため段築をはっきりと観察することができる。

## アクセス
天理駅より徒歩約20分。天理大学附属天理参考館の南約500メートル、天理中学校すぐ北。

## 文化財

### 国の史跡
- 西山古墳（史跡「杣之内古墳群」のうち）
1927年（昭和2年）4月8日指定[1]。
2018年（平成30年）2月13日、既指定の史跡「西山古墳」に西乗鞍古墳を追加指定、「杣之内古墳群」に名称変更[6]。

## 参考資料
- 天理市教育委員会設置現地説明板
- 天理市ホームページ 古墳ガイド